# Phyllodactylus angustidigitus
Espèce
Statut de conservation UICN

 EN B1ab(iii) : En danger
Phyllodactylus angustidigitus est une espèce de geckos de la famille des Phyllodactylidae.

## Répartition
Cette espèce est endémique du Pérou.

## Étymologie
Le nom spécifique angustidigitus vient du latin angustus, étroit, et de digitus, le doigt, en référence à l'aspect de ce saurien.

## Publication originale
- Dixon & Huey, 1970 : Systematics of the lizards of the Gekkonid genus Phyllodactylus on mainland South America. Los Angeles County Museum Contributions in Science, no 192, p. 1-78.